# ماركوس تيلي
ماركوس تيلي (بالسويدية: Markus Tilly)‏ هو لاعب كرة قدم سويدي في مركز الدفاع، ولد في 21 أبريل 1976 في انجلهولم في السويد. لعب مع نادي روسينجورد للسيدات.